# Puig de Pallenc
El Puig de Pallenc és una muntanya de 516 metres que es troba entre els municipis d'Argelaguer i de Sant Ferriol, a la comarca catalana de la Garrotxa.